# Кижирово
Кижирово — деревня в Томской области, с 1997 года входит в состав городского округа ЗАТО Северск (внегородские территории), ранее входила в состав Томского района. Население 140 чел. (2021) .

## История
В марте 1997 года, согласно Указу Президента России, было образовано закрытое административно-территориальное образование (ЗАТО) Северск, в состав которого вошла и деревня .

## География
Находится на реке Томь.

## Население
| 2012 | 2013 | 2014 | 2015 | 2021 |
| ---- | ---- | ---- | ---- | ---- |
| 108  | →108 | →108 | →108 | ↗140 |

На 1 января 2019 года проживало 103 человека

## Инфраструктура
В деревне занимаются разведением кроликов, пушных зверей на фермах

## Транспорт
Автомобильный транспорт. Остановка общественного[какого?] транспорта.